# Dionisio Lachovicz

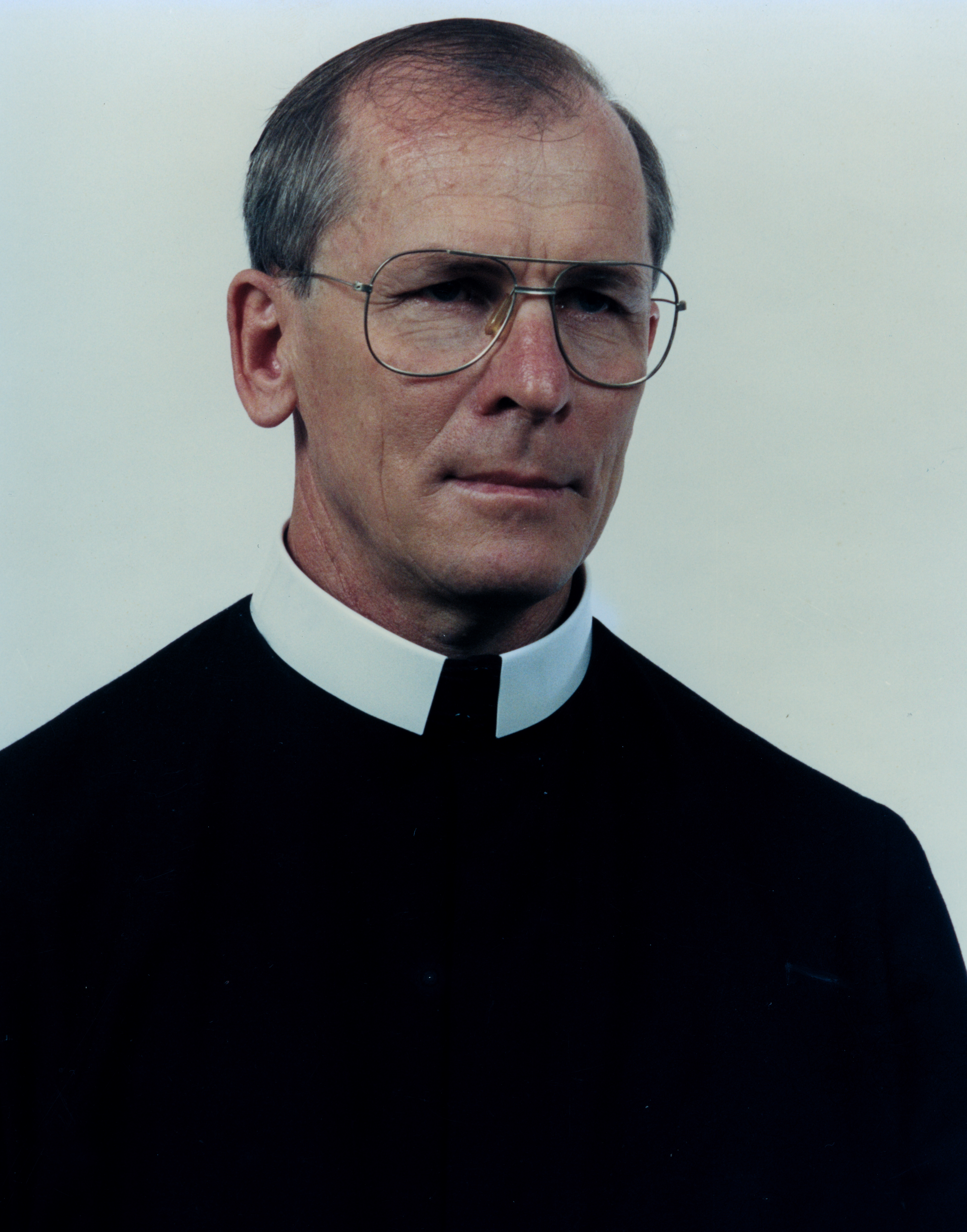
Dionisio Lachovicz, 2017

Dionisio Lachovicz OSBM, auch Dionysios Liakhovych (* 2. Juli 1946 in Pombas, Brasilien) ist ein ukrainisch griechisch-katholischer Ordensgeistlicher und emeritierter Apostolischer Exarch von Italien.

## Leben
Dionisio Lachovicz legte am 30. März 1970 sein Ordensgelübde für die Ordensgemeinschaft der Basilianer des hl. Josaphat ab. Bischof Efraím Basílio Krevey OSBM von São João Batista em Curitiba in Brasilien spendete ihm am 8. Dezember 1972 die Priesterweihe. Von 2004 bis 2006 war er Protoarchimandrit (Generalsuperior) der Basilianer des hl. Josaphat.
Am 21. Dezember 2005 ernannte ihn Papst Benedikt XVI. zum Titularbischof von Egnatia und zum Kurienbischof im Großerzbistum Kiew-Halytsch. Lubomyr Kardinal Husar und die Mitkonsekratoren Erzbischof Stephen Soroka von Philadelphia und Bischof Efraím Basílio Krevey OSBM spendeten ihm am 26. Februar 2006 die Bischofsweihe. Am 19. Januar 2009 wurde er zum Apostolischen Visitator für die ukrainischen Gläubigen des Byzantinischen Ritus in Italien und Spanien ernannt.
Papst Franziskus ernannte ihn am 24. Oktober 2020 zum Apostolischen Exarchen für die in Italien lebenden ukrainischen griechisch-katholischen Gläubigen. Die Amtseinführung fand am 1. Dezember desselben Jahres statt.
Am 7. März 2025 nahm Papst Franziskus das altersbedingte Rücktrittsgesuch von Dionisio Lachovicz an.